# كيوكو ناجاتسوكا
كيوكو ناجاتسوكا (باليابانية: 長塚京子) مواليد 22 فبراير 1974 في تشيبا، اليابان، هي لاعبة كرة مضرب يابانية سابقة بدأت مسيرتها كمحترفة سنة 1989، اعتزلت اللعب في 1998. أعلى تصنيف لها في الفردي كان المركز الـ 28 في سنة 1995. أعلى تصنيف لها في الزوجي كان المركز الـ 31 في سنة 1995. سبق أن شاركت في دورة الألعاب الأولمبية الصيفية.

## روابط خارجية
- كيوكو ناجاتسوكا على موقع رابطة محترفات التنس (الإنجليزية)
- كيوكو ناجاتسوكا على موقع الاتحاد الدولي لكرة المضرب (الإنجليزية)
- كيوكو ناجاتسوكا على موقع كأس بيلي جين كينغ (الإنجليزية)
- كيوكو ناجاتسوكا على موقع خلاصة التنس.كوم (الإنجليزية)
- كيوكو ناجاتسوكا على موقع أوليمبيديا (الإنجليزية)